# オテル・デ・ザンヴァリッド
オテル・デ・ザンヴァリッド（オテル・デザンヴァリッドとも表記。1680～1735年。仏: L'hôtel des Invalides）、通称アンヴァリッド（仏: Les Invalides）は、パリにある旧・軍病院。廃兵院もしくは癈兵院とも書く。
2024年パリオリンピックではアーチェリー会場及びマラソンのゴール地点、自転車ロードレースのスタート地点としても使用された。

## 概要
1671年にルイ14世が傷病兵を看護する施設として計画し、リベラル・ブリュアン が設計の指揮をとり1674年に最初の傷病兵たちが入った。
建築史上有名なのは附属する礼拝堂の建築である。教会（大聖堂）は、"聖ルイ"と称えられるルイ9世の遺体安置のために建設された。教会の建設は1677年に始まり、後に兵士の教会とドーム教会に分かれ、ブリュアンの弟子ジュール・アルドゥアン＝マンサールのもとで1706年に完成した。
オルレアン朝（1830-1848年）時代、ルイ・フィリップ国王により、ドーム教会に地下墓所が設けられ、ナポレオン・ボナパルト（フランス皇帝ナポレオン1世）の柩が中央に置かれた。また、それを囲むようにして、ナポレオンの親族やフランスの著名な将軍の廟が置かれている。
21世紀当初において、100人ほどの戦傷病兵や傷痍軍人が暮らしている。一部はフランス軍事博物館として公開されている。

## アンヴァリッドに廟が置かれている著名人
- ルイ14世関係者
  - テュレンヌ (1611- 1675) - 将軍
  - ヴォーバン (1633 - 1707) - 将軍・要塞建築家
- フランス革命関係者
  - ルージェ・ド・リール (1760 - 1836) - フランスの国歌ラ・マルセイエーズの作者
- ナポレオン関係者
  - ナポレオン・ボナパルト (1769 - 1821)
  - ナポレオン2世 (1811 - 1832) -　ナポレオンの長男
  - ジョゼフ・ボナパルト (1768 - 1844) -　ナポレオンの兄
  - ジェローム・ボナパルト (1784 - 1860) -　ナポレオンの末弟
  - アンリ・ガティアン・ベルトラン (1773 -　1844) - ナポレオンの最側近の軍人
  - ジャン＝バティスト・ジュールダン(1762 - 1833) -  革命戦争期に活躍した帝国元帥
- 近現代以降
  - フォッシュ  (1851 - 1929) - 第一次大戦時の将軍
  - フィリップ・ルクレール　(1902 - 1947) -　第二次大戦時の将軍

## 施設
開園時間
博物館は毎日午前 10 時から午後 6 時まで開館している。

## 見取り図
| Le plan de l'Hôtel des Invalides                                                   | |
| ドーム教会 サン＝ルイ教会 フランス軍事博物館 立体地図博物館 レジスタンス解放博物館 | 国立アンヴァリッド研究所 アンヴァリッド事務所 パリ軍事事務所 フランス解放勲章記録保管所 国家退役軍人・戦争被害者委員会 |

## ギャラリー

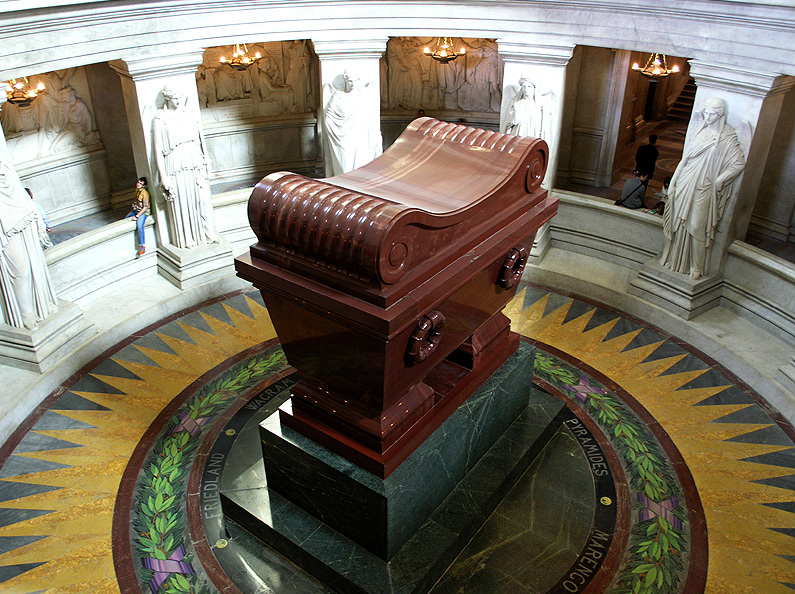
ナポレオンの棺
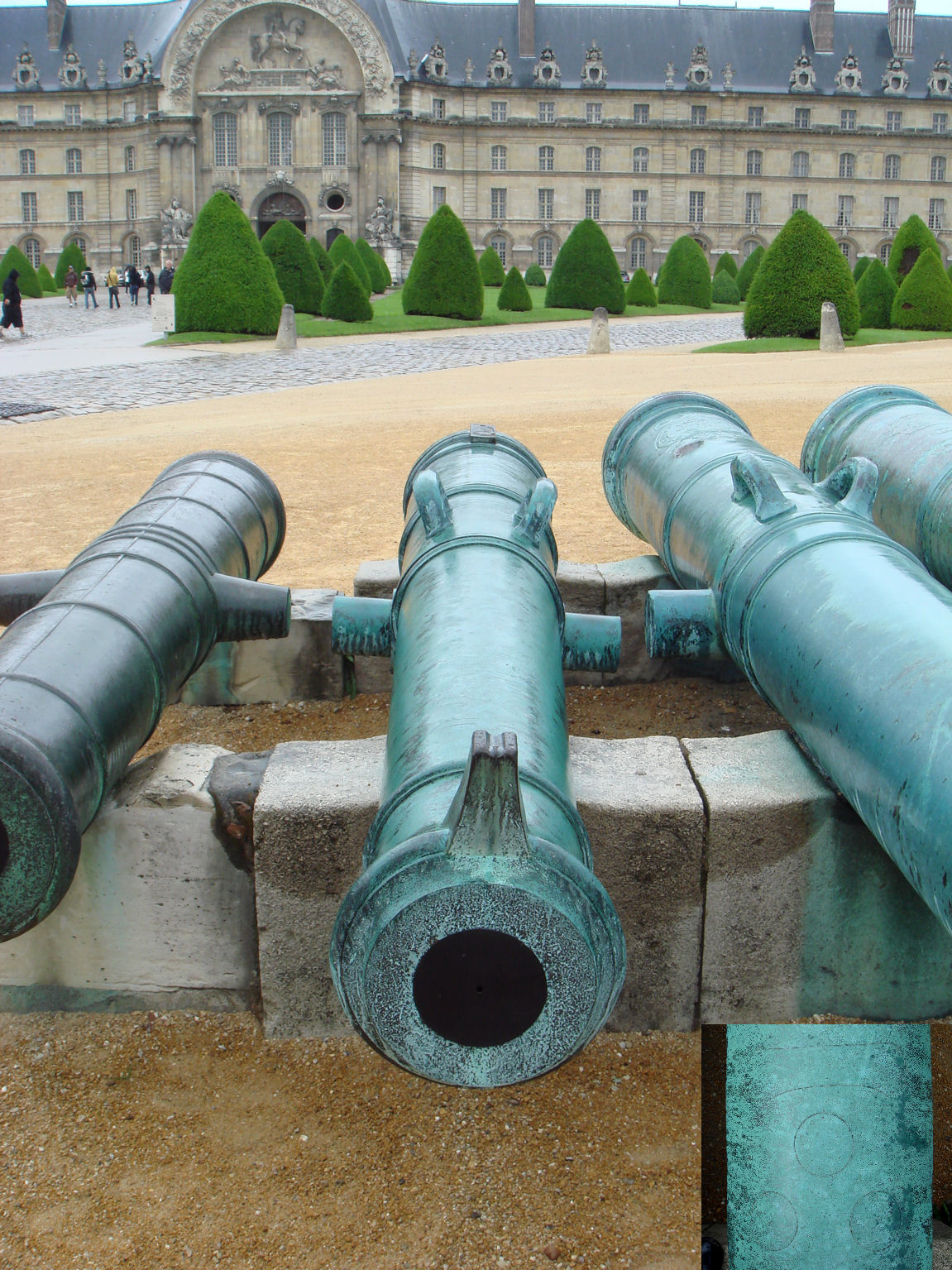
中庭には馬関戦争でフランス帝国海軍によって押収された長州藩の大砲の一部が展示されている。
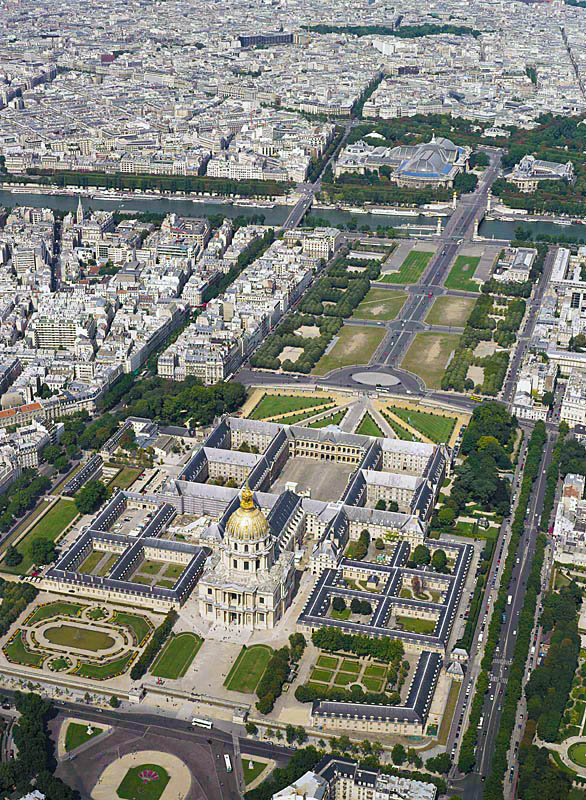
アンヴァリッド全景
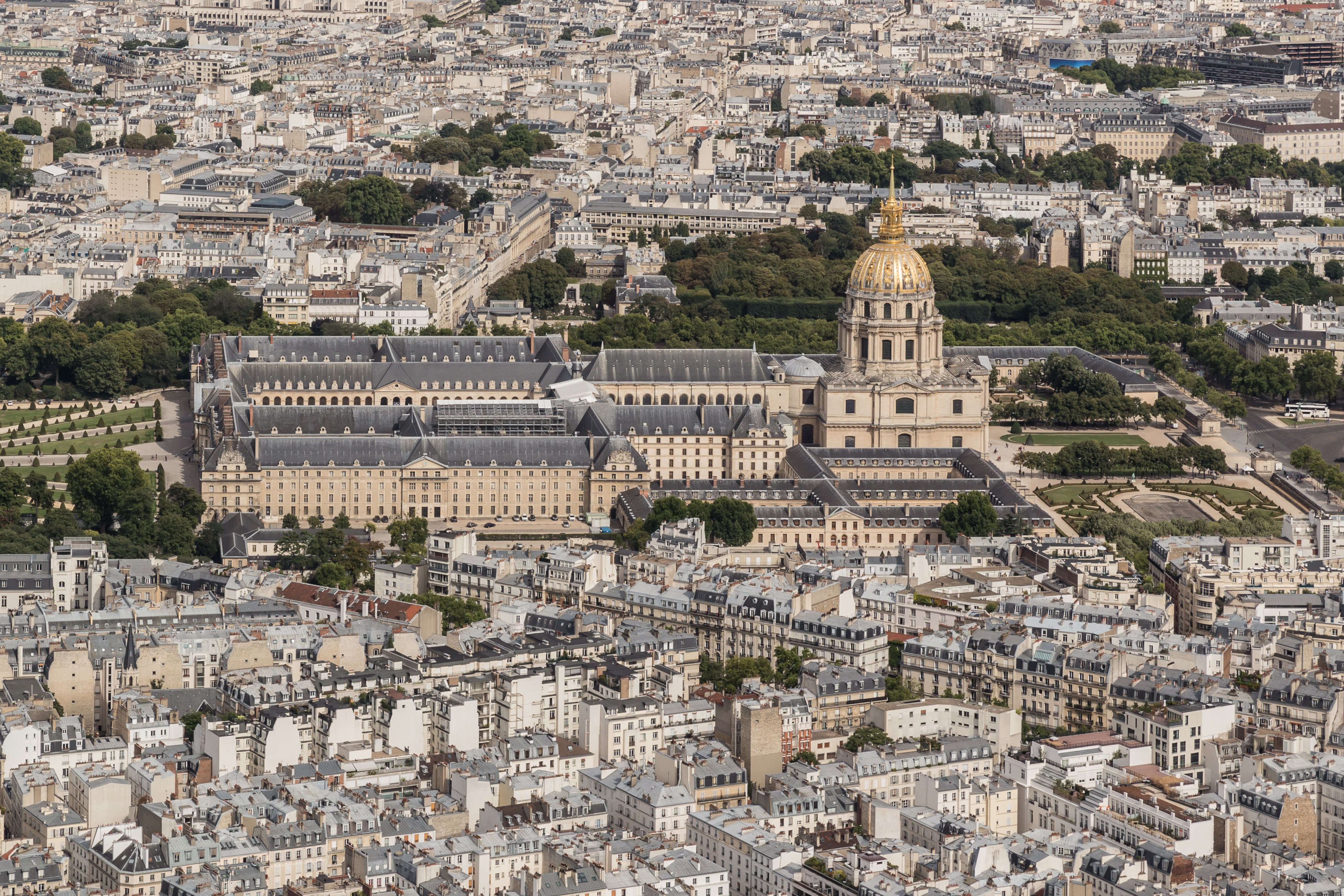
アンヴァリッド全景
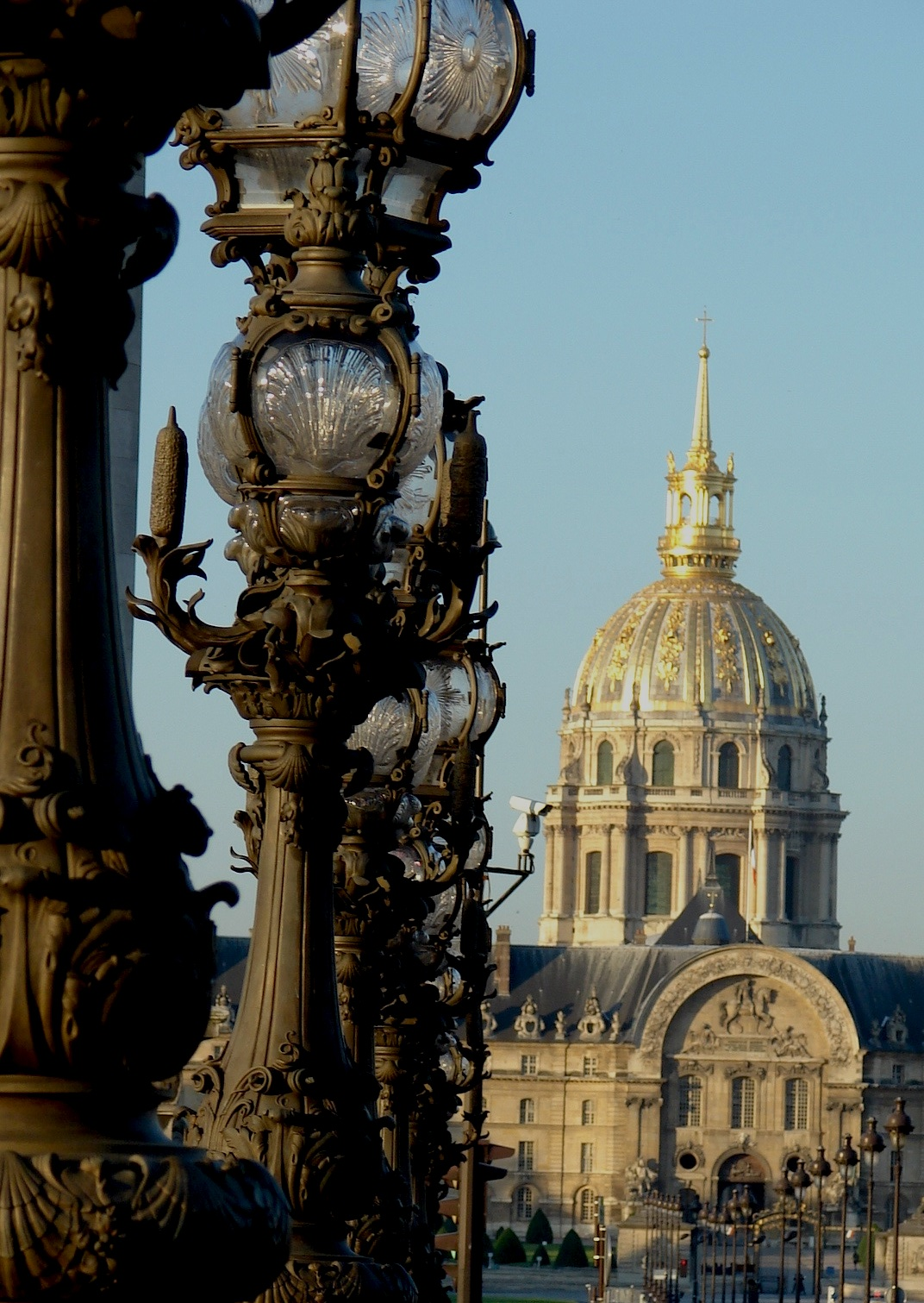
アレクサンドル3世橋から見たアンヴァリッド
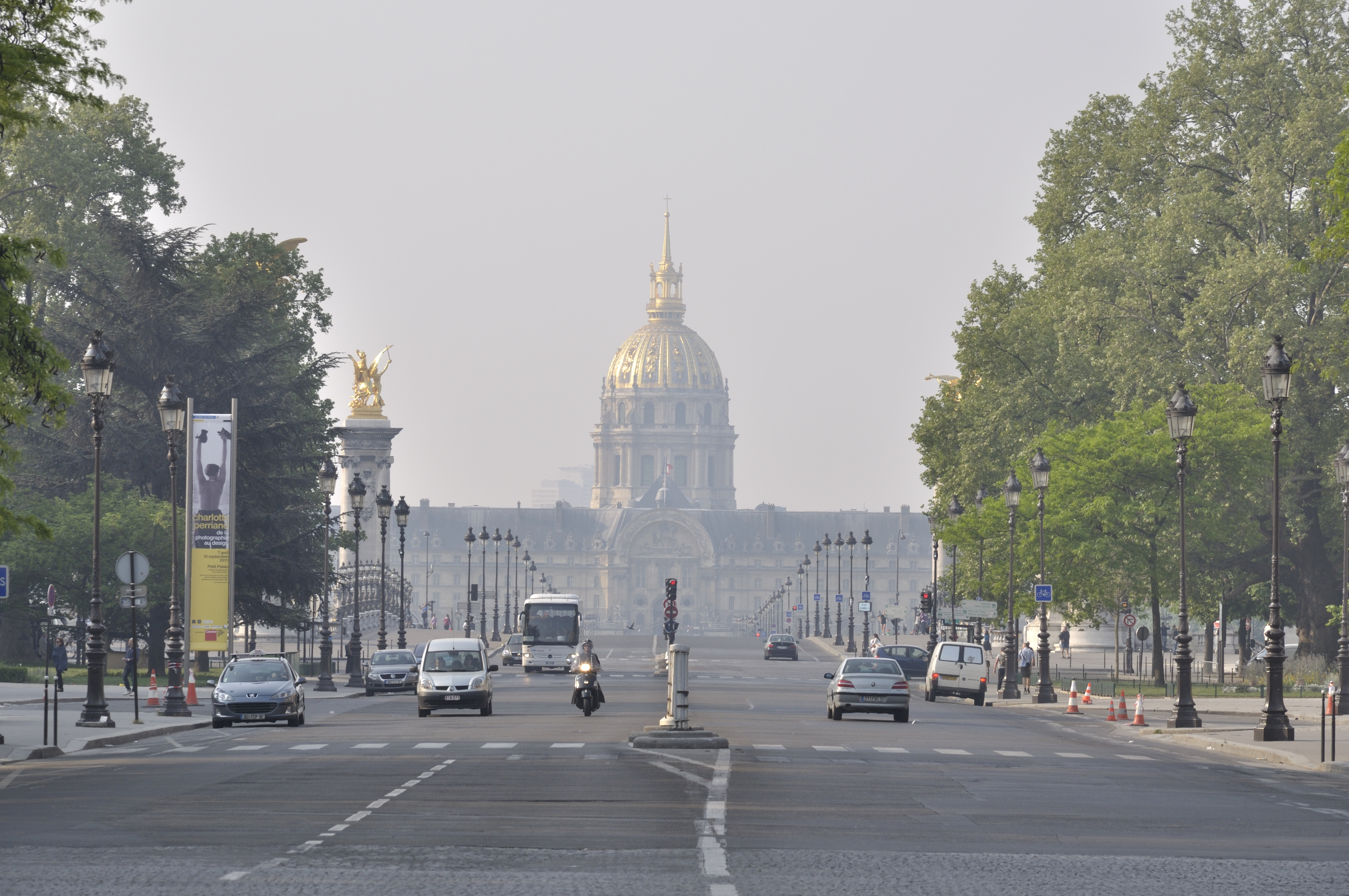
アレクサンドル3世橋の先、対岸セーヌ川右岸8区ウィンストン＝チャーチル大通りから見たアンヴァリッド。
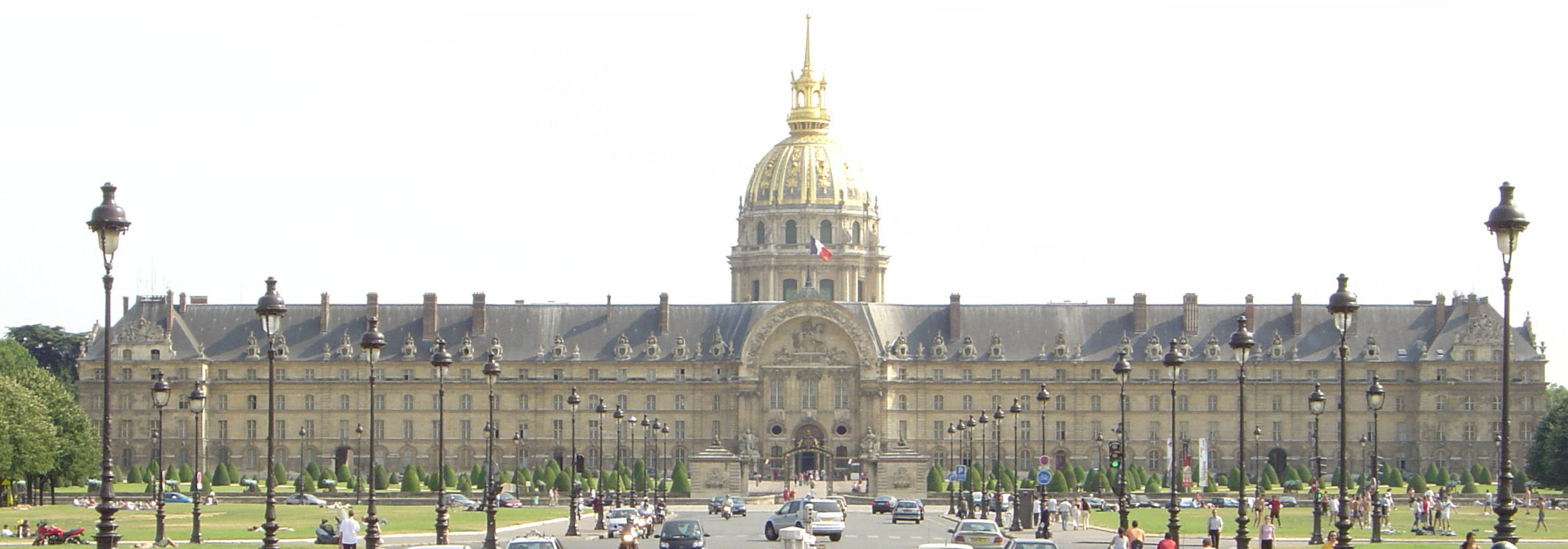
アンヴァリッド正面
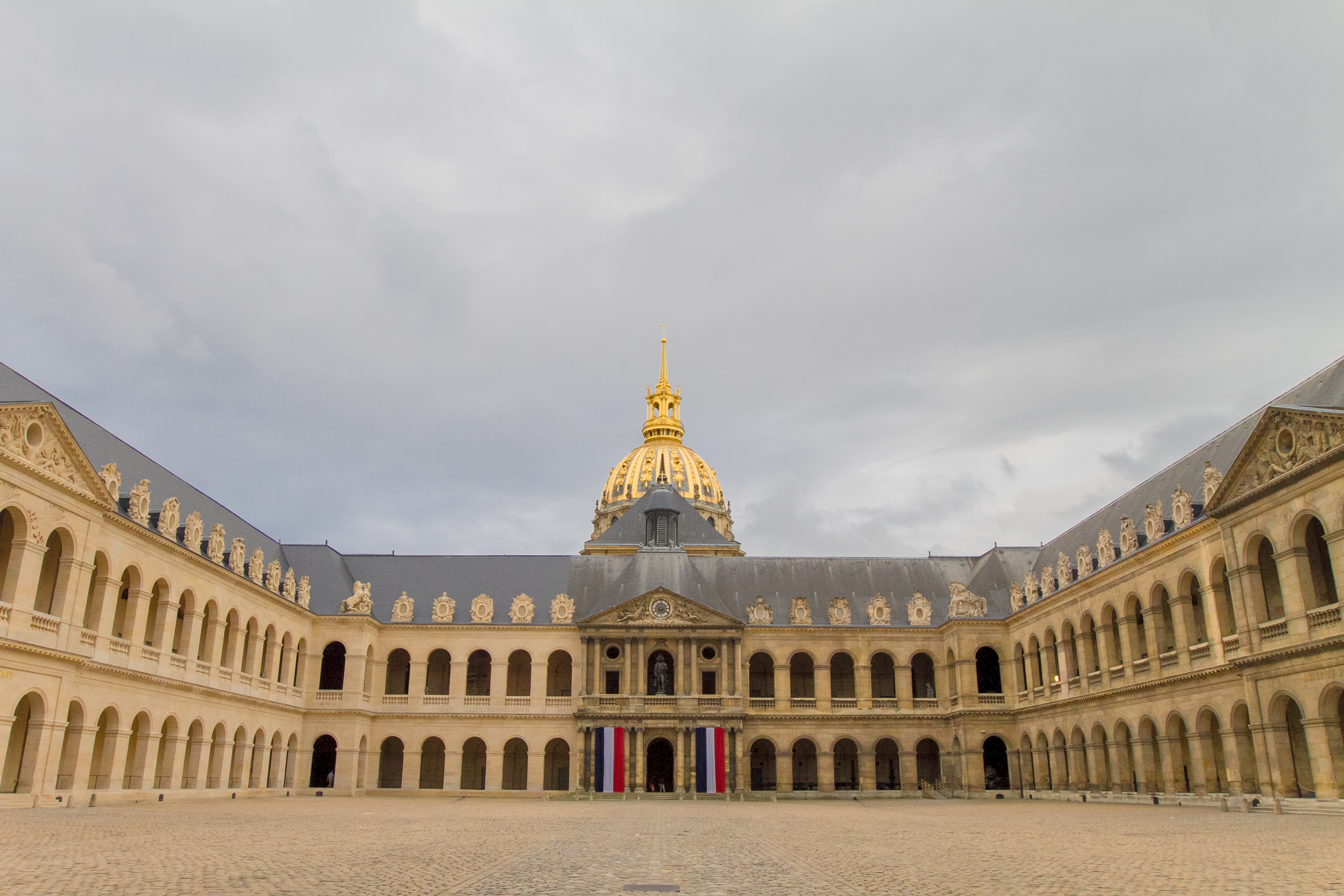
中庭（La cour d'honneur）
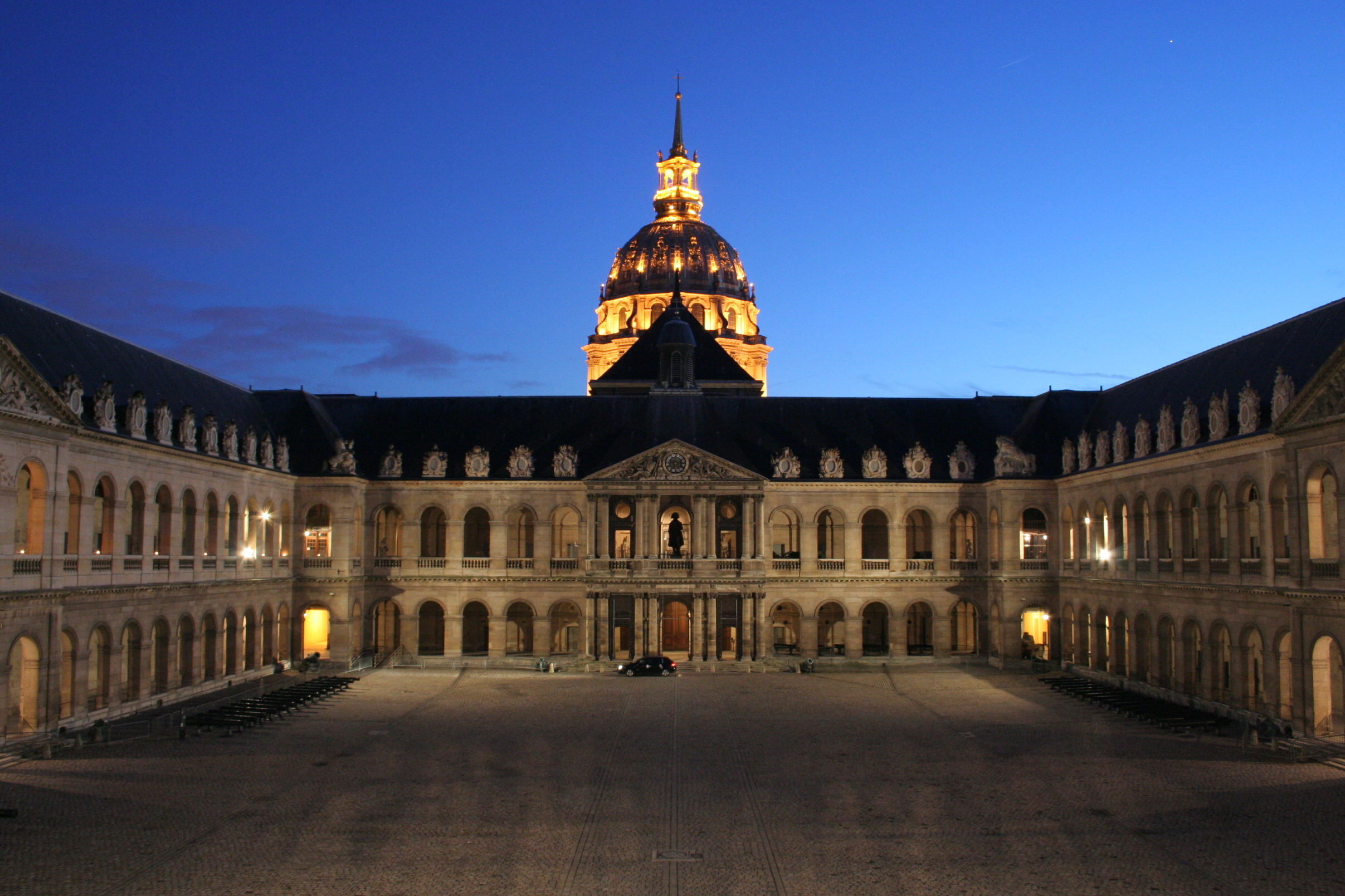
中庭の夜景
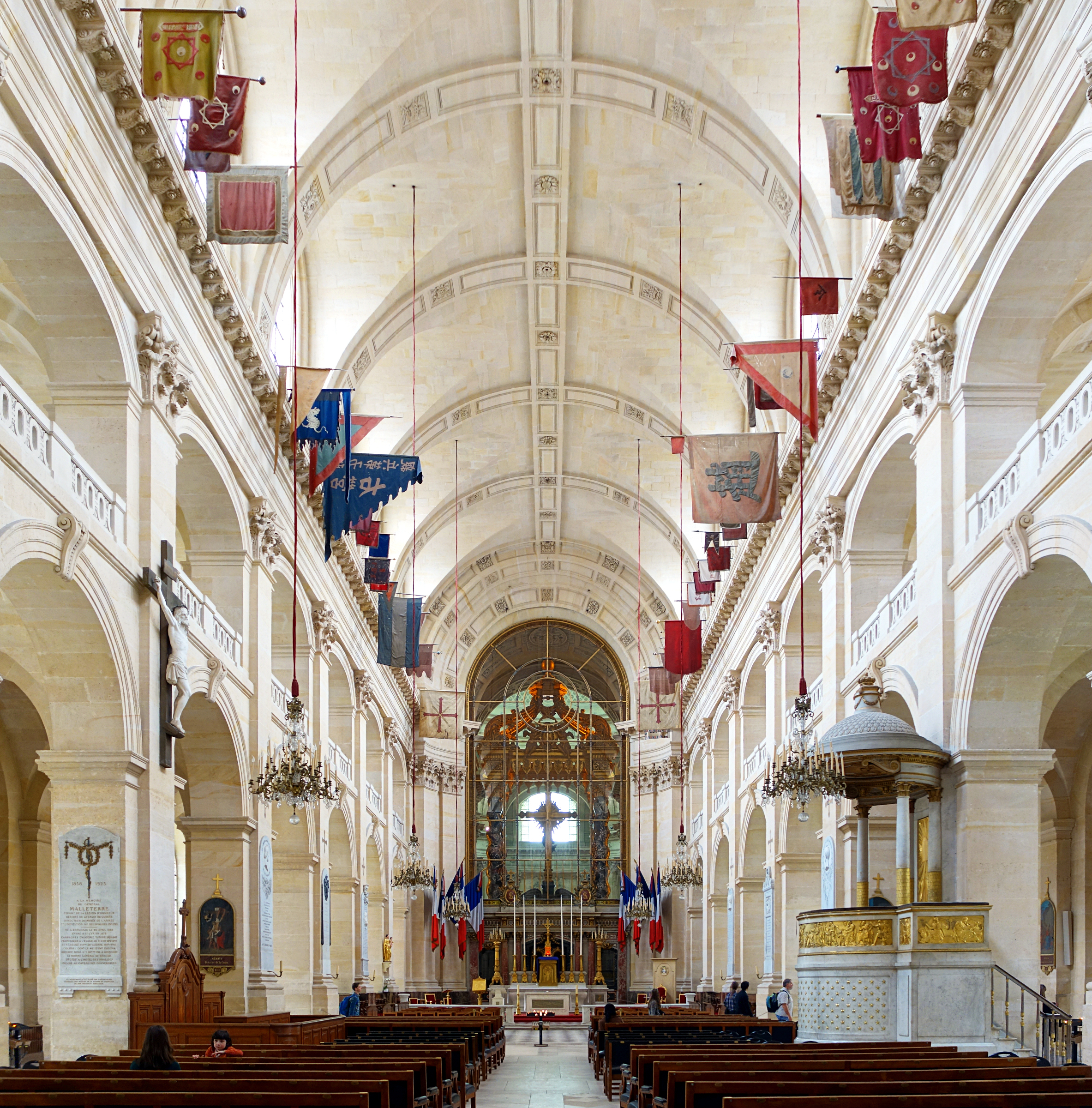
アンヴァリッドの聖ルイ教会（サン＝ルイ教会）。隣接するナポレオンの棺の場所と併せて"ドーム教会"と呼ばれる。